# Lonny Chapman
Lonny Chapman, all'anagrafe Lon Leonard Chapman (Tulsa, 1º ottobre 1920 – North Hollywood, 12 ottobre 2007), è stato un attore statunitense.
Recitò in svariati film, sia al cinema che in televisione. Lo si ricorda nel ruolo del barista Deke Carter nel film Gli uccelli (1963).

## Filmografia parziale

### Cinema
- Tu sei il mio destino (Young at Heart), regia di Gordon Douglas (1955)
- Baby Doll - La bambola viva (Baby Doll), regia di Elia Kazan (1956)
- Gli uccelli (The Birds), regia di Alfred Hitchcock (1963)
- L'ora delle pistole (Hour of the Gun), regia di John Sturges (1967)
- La notte dell'agguato (The Stalking Moon), regia di Robert Mulligan (1968)
- Prendi i soldi e scappa (Take the Money and Run), regia di Woody Allen (1969)
- Boon il saccheggiatore (The Reivers), regia di Mark Rydell (1969)
- Un uomo senza scampo (I Walk the Line), regia di John Frankenheimer (1970)
- Bentornati a casa ragazzi (Welcome Home, Soldier Boys), regia di Richard Compton (1972)
- I cowboys (The Cowboys), regia di Mark Rydell (1972)
- The Witch Who Came from the Sea (The Witch Who Came from the Sea), regia di Matt Cimber (1976)
- La polizia li vuole morti (Moving Violation), regia di Charles S. Dubin (1976)
- Norma Rae, regia di Martin Ritt (1979)
- Ormai non c'è più scampo (When Time Ran Out), regia di James Goldstone (1980)
- Amy, regia di Vincent McEveety (1981)
- Frontiera (The Border), regia di Tony Richardson (1982)
- 52 gioca o muori (52 Pick-Up), regia di John Frankenheimer (1986)
- Nightwatch - Il guardiano di notte (Nightwatch), regia di Ole Bornedal (1997)
- Trappola criminale (Reindeer Games), regia di John Frankenheimer (2000)
- The Hunted - La preda (The Hunted), regia di William Friedkin (2003)

### Televisione
- June Allyson Show (The DuPont Show with June Allyson) – serie TV, episodio 2x18 (1961)
- I detectives (The Detectives) – serie TV, episodio 2x17 (1961)
- The Americans – serie TV, episodio 1x11 (1961)
- Outlaws – serie TV, episodio 2x06 (1961)
- Everglades – serie TV, episodi 1x17-1x26 (1962)
- The Nurses – serie TV, episodio 1x05 (1962)
- The Wide Country – serie TV, episodio 1x22 (1963)
- Ben Casey – serie TV, episodio 2x27 (1963)
- I sentieri del west (The Road West) – serie TV, episodio 1x09 (1966)
- Hawk l'indiano (Hawk) – serie TV, episodio 1x07 (1966)
- Il virginiano (The Virginian) – serie TV, 4 episodi (1966-1969)
- Bonanza – serie TV, episodi 7x27-12x03 (1966-1970)
- Iron Horse – serie TV, episodio 2x06 (1967)
- Sui sentieri del West (The Outcasts) – serie TV, episodio 1x18 (1969)
- Giovani avvocati (The Young Lawyers) – serie TV, episodio 1x07 (1970)
- Alexander: The Other Side of Dawn, regia di John Erman – film TV (1977)
- Alla conquista dell'Oregon (The Oregon Trail) – serie TV, episodio 1x03 (1977)
- Charlie's Angels – serie TV, episodio 3x08 (1978)
- L'incredibile Hulk (The Incredible Hulk) – serie TV, episodio 3x20 (1980)
- La signora in giallo (Murder, She Wrote) – serie TV, episodi 2x08-4x10-9x13 (1985-1993)

## Doppiatori italiani
Nelle versioni in italiano delle opere in cui ha recitato, Lonny Chapman è stato doppiato da:
- Renato Turi in Gli uccelli
- Ferruccio Amendola in L'ora delle pistole
- Silvio Noto in La notte dell'agguato
- Carlo Alighiero in Charlie's Angels
- Mario Bardella in Amy
- Silvio Anselmo in La signora in giallo (ep. 2x08, 4x10)
- Goffredo Matassi in La signora in giallo (ep. 9x13)
- Renato Mori in 52 - Gioca o muori
- Gianni Bonagura in Nightwatch - Il guardiano di notte
- Piero Tiberi in Tu sei il mio destino (ridoppiaggio)